# Гімн Сполучених Штатів Америки
«The Star-Spangled Banner» — національний гімн США. Його текст написав 1814 року Френсіс Скотт Кі. Автор, 35-річний адвокат і за сумісництвом поет-аматор, написав цей текст після того, як став свідком обстрілу Форту Мак-Генрі в Балтіморі британськими кораблями в період війни 1812 року.
Текст поклали на популярну британську застільну мелодію To Anacreon in Heaven, він став популярним серед американських патріотів. Пісня стала офіційно використовуватися у Військово-морських силах США (1889), потім у Білому Домі (1916), а 3 березня 1931 р. резолюцією Конгресу була оголошена національним гімном.
Пісня має 4 куплети, але сьогодні тільки перший з них є широко відомим. Нині існує досить багато реміксів на пісню «The Star-Spangled Banner». Найвідомішими з них є записи Вітні Х'юстон, Джимі Гендрікса, «U2», Брюса Спрінгстіна та інших.
- Інструментальна версія, 1953 р.ⓘ
- Національний гімн США у виконанні Вітні Х'юстонⓘ
- Національний гімн США у виконанні Джимі Гендріксаⓘ
- Національний гімн США у виконанні «U2»ⓘ

## Текст
Оригінальний текст національного гімну Сполучених Штатів :
| O say can you see by the dawn's early light, What so proudly we hailed at the twilight's last gleaming, Whose broad stripes and bright stars through the perilous fight, O'er the ramparts we watched, were so gallantly streaming? And the rockets' red glare, the bombs bursting in air, Gave proof through the night that our flag was still there; O say does that star-spangled banner yet wave, O'er the land of the free and the home of the brave? On the shore dimly seen through the mists of the deep, Where the foe's haughty host in dread silence reposes, What is that which the breeze, o'er the towering steep, As it fitfully blows, half conceals, half discloses? Now it catches the gleam of the morning's first beam, In full glory reflected now shines in the stream: 'Tis the star-spangled banner, O! long may it wave O'er the land of the free and the home of the brave. And where is that band who so vauntingly swore That the havoc of war and the battle's confusion, A home and a country, should leave us no more? Their blood has washed out their foul footsteps' pollution. No refuge could save the hireling and slave From the terror of flight, or the gloom of the grave: And the star-spangled banner in triumph doth wave, O'er the land of the free and the home of the brave. O thus be it ever, when freemen shall stand Between their loved homes and the war's desolation. Blest with vict'ry and peace, may the Heav'n rescued land Praise the Power that hath made and preserved us a nation! Then conquer we must, when our cause it is just, And this be our motto: "In God is our trust." And the star-spangled banner in triumph shall wave O'er the land of the free and the home of the brave! |

## Переклади

### Типовий переклад
| О, скажи, що ти бачиш на небі, у горішніх ранкових зірках, Що ми радо вітали на вечірній зорниці, Що у смугах широких та сріблястих зорях Над ворожими стінами знов з'явиться? Ракет спалах та бомб, його там освітив Та наш стяг був над фортом, і чи він не довів Що вночі він був там, що він ріяв здаля Де хоробрих наш дім, де свободи земля? Там, у мглі мовчазній на чужих берегах, Де ворожий господар від атак спочиває, Що над фортом, як нам, також видно йому — У горі розвивається й знову пропадає? Сонця схід золотий, йому блиск надає В повний розмір його бриз розгортає. Це наш зоряний стяг! І він буде завжди Де свободи земля, його бачити знов зажадає. А де банда убивць, що зухвало поклялась, Ніби полум'ям битв, духом ницих здолає I роз'єднаним натовпом знову зробить всіх нас — За свої злодіяння знову кров'ю вмивалась. Не знайти втіхи вам, військ найманих рабам, У могилі вас тлін безкінечний чекає. Тільки зоряний стяг на віки буде видно здаля Де хоробрих наш дім, де свободи земля. Хай так буде завжди, де нескорений встав Між розрухою війн та своїм любим домом. Славить Бога земля і хвалу віддає Силі тій, що зробила усіх нас народом. Переможемо ми, наша справа проста, А девіз наш «Ми вірим у Бога», І наш стяг пронесем ми з тріумфом в віка, Де хоробрих наш дім, та земля де свободи! |